# Klammbach (Seeache)
Der Klammbach, auch Weideggbach genannt, ist ein ganzjähriges Fließgewässer in den Brandenberger Alpen in Tirol.

## Geographie

### Verlauf
Der Klammbach entsteht unterhalb der Blaubergalm und fließt recht beständig westsüdwestwärts. Er mündet bei Achenwald von rechts in die Seeache.

### Zuflüsse
Von der Quelle zur Mündung. Auswahl.
- Mahmoosbach, von links und Osten. Entsteht unter der Natterwand im Bärenmoos.
- Grabnerbach, von links und Südosten. Entsteht zwischen Mahmooskopf, Rotmoserkopf und Rossstand
- Leckbach, von rechts und Nordwesten. Entsteht zwischen Reitstein und Sattelkopf